# معماری سبز
معماری سبز (به انگلیسی: Green Architecture) یا معماری پایدار یکی از گرایش‌ها و رویکردهای نوین معماری است که در سال‌های اخیر مورد توجه عدهٔ زیادی از طراحان و معماران معاصر جهان قرار گرفته‌است. این معماری که برخاسته از مفاهیم توسعه پایدار است، در پی سازگاری و هماهنگی با محیط زیست یکی از نیازهای اساسی بشر در جهان کنونی است. هدف از ایجاد ساختمان‌های سبز بهبود یافتن آب و هوا، جلوگیری از اتلاف انرژی مصرف شده جهت سرمایش و گرمایش و جلوگیری از اثرات منفی ساخت‌وساز بر محیط زیست است.
قبل از هر چیز که یک ساختمان سبز خلق شود مانند هر چیز دیگر به یک خالق احتیاج دارد. این موضوع یعنی ایجاد ساختمان سبز به سلامت فردی که در آن و در محیط اطراف آن زندگی می‌کند کمک خواهد کرد و از او پشتیبانی خواهد کرد و باعث رضایت‌مندی و سودمندی آنان خواهد شد. این موضوع نیازمند کاربرد با دقت استراتژی‌های تصدیق شده در معماری است. استفاده از طبیعت بادوام و منبع مواد با کفایت و تکیه بر خورشید برای استفاده‌های گرمایی و نیروی برق و روشنایی روزانه و دوباره استفاده کردن از ضایعات یک اتحاد و یکپارچه‌سازی ساختمانی ظریف این استراتژی‌ها را تولید می‌کند. البته باید توجه داشت که تبدیل فرهنگ بشر به یک پایه و تغییر ساختار اساسی روان و سرشت انسان بستگی دارد.
اغلب از ساختمان سبز تعبیر به ساختمانی می‌شود که اثرات منفی آن بر روی محیط اطرافش کم باشد. هدف از ایجاد ساختمان‌های سبز بر اساس اصول ذکر شده بالا بهبود یافتن آب و هوا و جلوگیری از اثرات منفی ساخت و ساز بر محیط زیست است.

## هدف معماری سبز
طراحی سبز عملی است برای حل مشکلات که طی آن منابع طبیعی قبل بعد و طی پروسه تولید و ساخت به کمترین حد آسیب می‌بیند. به علاوه در مسیر این عمل مصالح باید مفید بوده عمر مفید طولانی داشته و قابل بازگشت به چرخه طبیعت باشند. چیزهای با طول عمر زیاد هم مفیدند و هم بزرگ‌ترین مانع علیه اسراف و ضایعات، و این بهتر از استفاده مجدد یا بازیافت آن‌ها است.

## اصول معماری سبز

### اصل حفاظت از انرژی
هر ساختمان باید به گونه‌ای طراحی و ساخته شود که نیاز آن به سوخت فسیلی به حداقل ممکن برسد. ضرورت پذیرفتن این اصل در عصرهای گذشته بدون هیچ شک و تردیدی با توجه به نحوه ساخت و سازها غیرقابل انکار می‌باشد و شاید تنها به سبب تنوع بسیار زیاد مصالح و فناوری‌های جدید در دوران معاصر چنین اصلی در ساختمان‌ها به دست فراموشی سپرده شده‌است و این بار با استفاده از مصالح گوناگون ویا با ترکیب‌های مختلفی از آنها، ساختمان‌ها، محیط را با توجه به نیازهای کاربران تغییر می‌دهند.
اشاره به نظریه مجتمع زیستی نیز خالی از لطف نمی‌باشد، که از فراهم آوردن سر پناهی برای درامان ماندن در برابر سرما یا ایجاد فضایی خنک برای سکونت افراد سرچشمه می‌گیرد، به این دلیل و همچنین وجود عوامل دیگر مردمان ساختمان‌های خود را به خاطر مزایای متقابل فراوان در کنار یکدیگر بنا می‌کردند.
ساختمان‌هایی که در تعامل با اقلیم محلی و در تلاش برای کاهش وابستگی به سوخت فسیلی ساخته می‌شوند، نسبت به آپارتمان‌های عادی امروزی، حامل تجربیاتی منفرد و مجزا بوده و در نتیجه، به عنوان تلاش‌های نیمه کاره برای خلق معماری سبز مطرح می‌شوند. بسیاری از این تجربیات نیز بیشتر حاصل کار و تلاش انفرادی بوده؛ و بنابراین روشن است به عنوان اصلی پایدار در طراحی‌ها و ساخت و سازهای جامعه امروز لحاظ نمی‌گردد.

### اصل کار با اقلیم
ساختمان‌ها باید به گونه‌ای طراحی شوند که قادر به استفاده از اقلیم و منابع انرژی محلی باشند.
شکل و نحوه استقرار ساختمان و محل قرارگیری فضاهای داخلی آن می‌توانند به گونه‌ای باشد که موجب ارتقا سطح آسایش درون ساختمان گردد و در عین حال از طریق عایق بندی صحیح سازه، موجبات کاهش مصرف سوخت فسیلی پدید آید. این دو فرایند مذکور ناگزیر دارای هم پوشانی و نقاط مشترک فراوان می‌باشند.
پیش از گسترش همه‌جانبه مصرف سوخت فسیلی، چوب منبع اصلی انرژی به حساب می‌آمد که هنوز هم حدود ۱۵ درصد از انرژی امروز را نیز تأمین می‌کند. هنگامی که چوب کمیاب و نایاب شد برای بسیاری از مردم امری طبیعی بود که در راستای کاهش نیاز به چوب، برای تولید گرما از گرمای خورشید کمک بگیرند. شهرهای یونانی همچون «پیرنه» مکان شهر را به گونه‌ای تغییر دادند که از ورود سیل به شهر جلوگیری شود، و شبکه‌ای مستطیل شکل با خیابان‌های شرقی ـ غربی را احداث نمودند که به ساختمان‌ها اجازه جهت‌گیری به سمت جنوب و استفاده از نور مطلوب خورشید را می‌داد.
رومی‌ها نیز پیروی از اصول طراحی خورشیدی را با آموختن از تجربیات یونان ادامه دادند؛ اما آن‌ها پنجره‌های شفاف که اختراع قرن اول پس از میلاد بود را نیز برای افزایش گرمای به‌دست آمده بکار گرفتند، با افزایش کمبود چوب به عنوان سوخت، استفاده از نمای رو به جنوب در ساخت منازل ثروتمندان و همچنین حمام‌های عمومی شهر نیز متداول شد .
سنت طراحی با توجه به اقلیم برای ایجاد آسایش درون ساختمان به قوانین گرمایش محدود نمی‌شد بلکه در بسیاری از اقلیم‌ها معماران ملزم به طراحی فضایی خنک برای پدیدآوردن شرایطی مطلوب در داخل ساختمان بود. راه حل معمول درعصر حاضر، یعنی استفاده از سیستم‌های تهویه مطبوع هوا، تنها فرایندی ناکار آمد در تقابل با اقلیم به‌شمار می‌رود و در عین حال همراه با مصرف زیاد انرژی است، که حتی به هنگام ارزانی و فراوانی انرژی به دلیل آلودگی حاصل از آن امری اشتباه به‌شمار می‌آید.

### اصل کاهش استفاده از منابع جدید
هر ساختمان باید به گونه‌ای طراحی شود که استفاده از منابع جدید را به حداقل برساند و در پایان عمر مفید خود، منبعی برای ایجاد سازه‌های دیگر به وجود بیاورد.
گر چه جهت‌گیری این اصل، همچون سایر اصول اشاره شده به سوی ساختمان‌های جدید است، ولی باید یادآور شد که اغلب منابع موجود در جهان در محیط مصنوع فعلی بکارگرفته شده‌اند و ترمیم و ارتقاء وضعیت ساختمان‌های فعلی برای کاهش اثرات زیست‌محیطی، امری است که از اهمیتی برابر با خلق سازه‌های جدید برخوردار است. این نکته را نیز باید مورد توجه قرار داد که تعداد منابع کافی برای خلق محیط‌های مصنوع در جهان وجود ندارند که بتوان برای بازسازی هر نسل از ساختمان‌ها، مقداری جدید از آن‌ها را مورد استفاده قرار داد.
این استفاده مجدد می‌تواند در مسیر استفاده از مصالح بازیافت شده یا فضاهای بازیافت شده شکل بگیرد، بازیافت ساختمان‌ها و عناصر درون آن‌ها بخشی از تاریخ معماری است. صومعه سانتا الباس که در سال‌های ۱۰۷۷ و ۱۱۱۵ میلادی بازسازی گردیده، از آجرهای خرابه‌های یک ساختمان رومی در نزدیکی خود استفاده نمود. چارچوب‌های چوبی که در قرون وسطی به کار گرفته شدند، قطعاتی چوبی بودند که بریده و در کارگاه نجاری به یکدیگر وصل شده و کدگذاری می‌شدند و آنگاه از هم جدا شده و به ساختمان‌ها انتقال داده می‌شدند. استفاده از این روش بدین معنی بود که در صورت لزوم می‌توان بخش‌هایی از ساختمان قرون وسطایی را جابه‌جا نموده؛ حتی امروزه نیز می‌توان آن‌ها را به مکانی دیگر منتقل کرد. گاهی کل سازه ساختمان به منظور بنا کردن ساختمانی جدید جابجا می‌گردید. برای مثال در هنگام ساخت موزه ویکتوریا و آلبرت در لندن، به ساختمان قبلی موجود در سایت دیگر نیازی نبود و در سال ۱۸۶۵ پیشنهاد واگذاری این ساختمان فلزی به مسئولان محلی شمال، شرق و جنوب لندن با هدف برپایی یک موزه محلی در مکانی جدید ارائه گردید. مسئولان شرق لندن این پیشنهاد را پذیرفتند و ساختمان این موزه محلی در ۱۸۷۲ تکمیل گردید که امروزه این مکان به موزه کودکان بدل گردیده‌است.
در اغلب مواردی که دسترسی به منابع جدید به حداقل می‌رسد روش‌هایی کشف می‌شوند که با آن‌ها می‌توان ساختمان‌هایی که برای یک منظور ساخته شده‌اند برای مقاصد دیگر استفاده شوند، با این حال بعضی تغییرات ضروری می‌توانند باعث تغییر شکل اصلی سازه یا ساختمان شود. این موضوع برای کسانی که علاقه‌مند به حفاظت و نگهداری دائمی از ساختمان‌ها هستند یک فاجعه به حساب می‌آید و این سؤال در ذهن نقش می‌بندد که آیا یک ساختمان به این علت که زمانی دارای کاربری ارزشمندی بوده‌است باید همواره بدون تغییر باقی بماند یا باید برای حفظ بازدهی و کارایی تغییرات الزامی را در آن انجام داد؟ یک فرایند سبز ممکن است در بررسی این موضوع قضاوت را تنها براساس منابع موجود ممکن بداند. اگر منابع مورد نیاز برای تغییر یک ساختمان کمتر از منابع مورد نیاز برای تخریب و بازسازی آن باشد باید از این تغییرات استقبال نمود. با این وجود این موضوع باعث عدم احترام و بزرگداشت اهمیت تاریخی سازه نمی‌شود. به علاوه ممکن است این سازه‌ها دارای ارزش دیگری نیز باشند که توجه به آن‌ها الزامی است. این مشکلات در تغییر ساختمان‌های موجود به منظور آماده ساختن آن‌ها برای هماهنگی با نیازهای جدید به‌ویژه در مورد بهبود وضعیت ساختمان از لحاظ عملکرد و کارایی که ممکن است به تغییر ظاهر آن منجر شود با تناقض و تضادهای بیشتری آشکار می‌شود. تغییر در بعضی از ساختمان‌های قدیمی برای کاربردی‌های جدید می‌تواند هزینه‌ها و مشکلات خاصی را با خود همراه داشته باشد. با این حال مزایای حاصل از استفاده مجدد از این ساختمان‌های بزرگ در کنار یکدیگر و درون یک محیط شهری می‌تواند بر این مشکلات و هزینه‌ها غلبه نماید. نوسازی ساختمان‌ها ی موجود در شهرهای بزرگ و کوچک همچنین می‌تواند موجب حفاظت از منابع مورد استفاده جهت تخریب و بازسازی ساختمان و بدین ترتیب جلوگیری از تخریب جامعه شود.

### اصل احترام به کاربران
معماری سبز به تمامی افرادی که از ساختمان استفاده می‌کنند احترام می‌گذارد.
به نظر می‌رسد که این اصل ارتباط اندکی با آلودگی ناشی از تغییرات اقلیم جهانی و تخریب لایه ازن داشته باشد. اما فرایند سبز از معماری که شامل احترام برای تمامی منابع مشترک در ساخت یک ساختمان کامل هستند انسان را از این مجموعه خارج نمی‌نماید. تمام ساختمان‌ها توسط انسان‌ها ساخته می‌شوند اما در بعضی از سازه‌ها حقیقت حضور انسان محترم شمرده می‌شود، در حالی که در برخی دیگر تلاش برای رد ابعاد انسانی در فرایند ساخت مشاهده می‌شود.
در ژاپن تعدادی روبوت نقش انسان را در ایجاد و طراحی ساختمان‌ها بر عهده گرفته‌اند، اما برای یک روبوت کارایی مؤثر در مورد پروژه، شامل اجرای یک وظیفه خاص می‌باشد که می‌تواند آن را به دفعات تکرار کرد. اما در مقیاسی متفاوت یک انسان به عنوان معمار همچنان می‌تواند بر مهارت خود بر انجام تعداد بسیاری از کارهای نامرتبط اعتماد کند.
احترام بیشتر به نیازهای انسانی و نیروی کار، می‌تواند در دو مسیر مجزا مورد تجربه قرار گیرد. برای یک ساختمان ساز حرفه‌ای توجه به این نکته ضرورت دارد که ایمنی و سلامت مصالح و فرایندهای شکل دهنده ساختمان به همان میزان که برای کارگران یا استفاده‌کنندگان آن مهم است برای کل جامعه بشری نیز از اهمیت بسزایی برخوردار می‌باشد. معماران به تدریج از وجود سم‌های مختلف در سایت‌های ساختمانی آگاه شده‌اند و به تازگی استفاده از مواد عایق دارای انواع CFC یا استفاده از سایر مصالح خطرناک در ساختمان ممنوع شده‌است.
شکل دیگر مشارکت انسانی که نیازمند توجه است، اشتراک و دخالت مثبت کاربران در فرایند طراحی و ساخت است، که چنانچه به‌طور مؤثر بکار گرفته نشود یک منبع کارا و مفید به هدر رفته‌است. تعداد زیادی از ساختمان‌ها از این انرژی بهره برده‌اند و نتایج حاصل از آن نیز موجب رضایت در خلق ساختمان‌های بزرگ شده‌است.

### اصل احترام به سایت
هر ساختمان باید زمین را به گونه‌ای آرام و سبک لمس کند.
معمار استرالیایی گلن مورکات این جمله عجیب را بیان می‌کند که: ساختمان باید زمین را به گونه‌ای آرام و سبک لمس کند. این گفته یک ویژگی از تعامل میان ساختمان و سایت آن را در خود دارد که برای فرایند سبز امری ضروری است و البته دارای ویژگی‌های گسترده‌تری نیز می‌باشد. ساختمانی که انرژی را حریصانه مصرف می‌کند آلودگی تولید می‌کند و با مصرف‌کنندگان و کاربران خویش بیگانه است در نتیجه هرگز زمین را به گونه‌ای آرام و سبک لمس نمی‌کند. تفسیری صریح تر از این گفته چنین است که نمی‌توان هر ساختمان را از درون سایت ساخته شده در آن خارج نمود و شرایط قبل از ایجاد ساختمان را دوباره در سایت احیا کرد. این نوع ارتباط با سایت در سکونتگاه‌های سنتی اعراب بادیه‌نشین دیده می‌شود؛ سبکی و آرامش موجود در میان آن‌ها در لمس زمین فقط در جابجایی خانه ایشان نهفته نبود، بلکه شامل مصالح مورد استفاده ایشان و دارایی‌هایی که با خود حمل می‌کردند نیز می‌گردید. سیاه چادر اعراب بادیه‌نشین از پشم بزها، گوسفندان و شتران ایشان تولید می‌شد، هنگامی که این چادرها برپا می‌گردید با ایجاد سطح مقطع بسیار کارا از لحاظ ایرودینامیکی از تخریب آن در بادهای شدید جلوگیری می‌شد؛ چادر با طناب‌های بلند در جای خود نگهداری و تیرهای چوبی بسیار اندکی در آن بکار گرفته می‌شد چرا که چوب در صحرا منبعی بسیار کمیاب بحساب می‌آمد.
در حالی که در جوامع شهری، زندگی بومی و سنتی خود را برای یکجانشینی ترک کرده‌اند و معماران وارد عرصه طراحی شده‌اند، هنوز نیز برای ایجاد نمایشگاه‌های مختلف و دیگر فعالیت‌های فرهنگی نیازی مستمر به سازه‌های موقت وجود دارد. این قبیل سازه‌ها اغلب، شکل چادر بادیه‌نشینان را بخود می‌گیرد. طراحی صورت گرفته توسط معماران هلندی برای فستیوال ۸۶ در سونسبیک، این سازه برای حفاظت از مجسمه‌های شکستنی واقع در خارج ساختمان طراحی شده بود و به علاوه بادی به گونه‌ای طراحی می‌شد که به چشم نیاید. در این سازه از چهار نوع مصالح یعنی بتن پیش‌ساخته برای پی‌ها، شیشه‌های شفاف برای دیوارها و سقف فولاد برای خرپاها و اتصالات و سیلیکون رزینی برای اتصال صفحات شیشه به یکدیگر استفاده شد. باله‌های شیشه‌ای نیز به دیوارهای شیشه‌ای چسبانده شده بودند تا استحکام بیشتری را ایجاد کند و همچنین مکانی را برای اتصال خرپاهای فلزی سبک حامل سقف شیشه‌ای فراهم نماید. کف ساختمان زمین عادی بود و برای جلوگیری از گل شدن فقط با چوب پوشانده شده بود. پس از پایان فستیوال این ساختمان دوباره از یکدیگر جدا گردید و پی آن نیز از محل خارج و خاک برداشته شده به جای خود بازگردانده شد؛ بدین ترتیب زمین سایت بدون هیچ تغییری به وضعیت پیش از برگزاری فستیوال بازگشت. این ساختمان را می‌توان برای استفاده در هر نمایشگاه یا فستیوال دیگر به کار گرفت یا اعضای آن را می‌توان در هر سازه دیگر مورد استفاده قرار داد.

### اصل کُل‌گرایی
تمامی اصول سبز، نیازمند مشارکت در روندی کل گرا برای ساخت محیط مصنوع هستند.
یافتن ساختمان‌هایی که تمام اصول معماری سبز را خود داشته باشند کار ساده‌ای نیست. چرا که معماری سبز هنوز به‌طور کامل شناخته نشده‌است. یک معماری سبز باید بیش از یک ساختمان منفرد قطعه خود را شامل شود و باید شامل یک شکل پایدار از محیط شهری باشد. شهر، موجودی فراتر از مجموعه ساختمان هاست؛ در حقیقت آن را می‌توان به صورت مجموعه‌ای از سامانه‌های در حال تعامل دید – سامانه‌هایی برای زیستن و تفریح – که به صورت شکل‌های ساخته شده دارای کالبد می‌باشند و با نگاهی دقیق به این سامانه‌ها است که می‌توانیم چهره شهر آینده را ترسیم نماییم.

## مزایای ساختمان سبز
- استفاده از انرژی‌های طبیعی در مصرف روزمره
- ثبات وضعیت محیط داخلی
- استفاده از ضایعات و پساب در تولید آب مورد نیاز برای آبیاری فضای سبز
- به‌کارگیری شیوه‌های مناسب برای کاهش انرژی هدر تلف شده یا کنترل آن و بهینه‌سازی مصرف انرژی
- توجه به خواص اقلیمی منطقه
- استفاده از مصالح قابل بازیافت غیر شیمیایی و مصالحی که سلامت انسان را به خطر نمی‌اندازد.
- طراحی با مصالح نزدیک به طبیعت
- استفاده از گیاهان طبیعی به عنوان الهام دهنده طراحی زنده
- اجتناب از صدمه رساندن به وضعیت اراضی به منظور سود بیشتر
- رسیدن به بیشترین کیفیت زندگی در سایه اتکا به محیط زیست
- نحوه استفاده از زمین
- توجه به شخصیت اکولوژی منطقه[۵]

## ساختمان‌های برتر معماری سبز

### مرکز علوم دادگاهی فیلادلفیا
این مرکز که هم مرکز پزشک قانونی و هم پروژه‌ای طرح سبز می‌باشد برای اداره پلیس طراحی شده‌است. این محل دارای مکانی‌های مانند یک محل برای میدان تیراندازی و واحد صحنه‌سازی جرم برای جمع‌آوری اسناد و مدارک می‌باشد. از جمله ویژگی‌های پایدار این ساختمان تفکیک فضاها و هزینه برای ایجاد تهویه طبیعی فضاها و امکان دسترسی اولیه خارج از آزمایشگاه‌ها به تمام تأسیسات و سیستم‌های مکانیکی کاشت محوطه با استفاده از آب باران و کاهش ورود آب به فاضلاب شهری می‌باشد.

### بازسازیMotherhouseمونرو
ساختمان قبلی این مکان برای زندگی خوابگاهی خواهران بوده که در طراحی جدید آن برای رسیدن به اهداف حفاظت و پایداری و با دخالت نور طبیعی چشم‌اندازه‌ها و تهویه طبیعی طراحی نمودند
تمامی آب دوش و روشوی‌ها برای استفاده مجدد درسیفون دستشویی جمع‌آوری می‌شود.

### مدرسه پرستاری و مرکز دانشجویی دانشگاه علوم بهداشتی تگزاس، هوستون
چهار نمای مجموعه و پشت بام از روش بی‌نظیر برای جذب نور روز و دفع گرمای ناخواسته استفاده شده‌است این ساختمان توانایی اینکه تا ۴۱ درصد انرژی کمتر از ساختمان مانند خود مصرف می‌کند. در طراحی داخلی این ساختمان از آجر چوب سرو و پانل‌های آلومینیومی تجدیدپذیر و فولاد و سازه‌ای بتنی است. در این ساختمان حتی از مصالح ساختمانی زائد آن حین تخریب و ساخت بنا نیز می‌توان استفاده نمود

### آپارتمان‌های چارلز دیوید کیلینگ
از مشخصات این بنا این که انتشار کربن را به حداقل می‌رساند با تبدیل انرژی گرمایی در داخل آپارتمان فشار هوا کنترل و هوای سالم در فضای داخلی منتشر خواهد شد.

### مرکز آموزش EHDD
۹۵ درصد از انرژی مصرفی این مرکز آموزشی توسط منابع طبیعی تأمین می‌گردد که این عمل باعث می‌شود که هم عمر ساختمان افزایش یابد هم از انتشار گازهای دی‌اکسید کربن جلوگیری کند کلیه پنل‌های خورشیدی و توربین‌های بادی در ساختمان با توجه به شرایط زیست‌محیطی مورد توجه قرار می‌گیرد.

### آپارتمان‌های لوکس مِریت
یکی از اقدامات مهم در احداث این ساختمان وجود سیستم‌های تولید انرژی تجدیدپذیر است. این آپارتمان به‌دلیل استفاده از سیستم‌های حرارت خورشیدی و فتوولتائیک به عنوان برترین آپارتمان سبز منطقه مورد توجه قرار گرفته‌است.

## نتیجه‌گیری
ساختمان‌های سبز به‌عنوان ساختمان‌هایی شناخته می‌شوند که اثرات منفی کمی بر محیط اطراف خود بگذارد. باید امروزه معماران تلاش کنند برخلاف عرف که به دنبال سلیقه عامیانه و بازاری می‌روند باید تلاش نمایند که از ذوق و سلیقه عموم مردم استفاده نمایند به نوعی که معماران توانایی این‌که معماری سبز را به مانند تزئینات کنونی امروزی قبول داشته باشند لازمه این کار و قبول عموم مردم استفاده از ذوق و سلیقهٔ معمار در طراحی ساختمان‌های سبز است. همان‌طور که معماران مختلف اروپایی و انگلیسی و آمریکایی بر فراگیری معماری بومی و سبز تأکید زیادی دارند.